# Coenosia remissa
Coenosia remissa är en tvåvingeart som beskrevs av Huckett 1965. Coenosia remissa ingår i släktet Coenosia och familjen husflugor. Inga underarter finns listade i Catalogue of Life.